# Vrhovo pri Žužemberku
Vrhovo pri Žužemberku je naselje v Občini Žužemberk.